# Jenny Webster
Pour les articles homonymes, voir Webster.
Jenny Webster, née en 1942, est une joueuse de squash représentant la Nouvelle-Zélande. Elle est championne de Nouvelle-Zélande à trois reprises entre 1974 et 1977.

## Biographie
Elle commence le squash à l'âge avancé de vingt-cinq ans et elle domine le squash néo-zélandais dans les années 1970 avec Pam Buckingham.
Elle participe à deux championnats du monde en 1976 et 1987. Elle se hisse en quart de finale des premiers championnats du monde en 1976, s'inclinant face à l’invincible Heather McKay.

## Palmarès

### Titres
- Championnats de Nouvelle-Zélande : 3 titres (1974, 1976, 1977)